# Wahlrecht im Herkunftsland

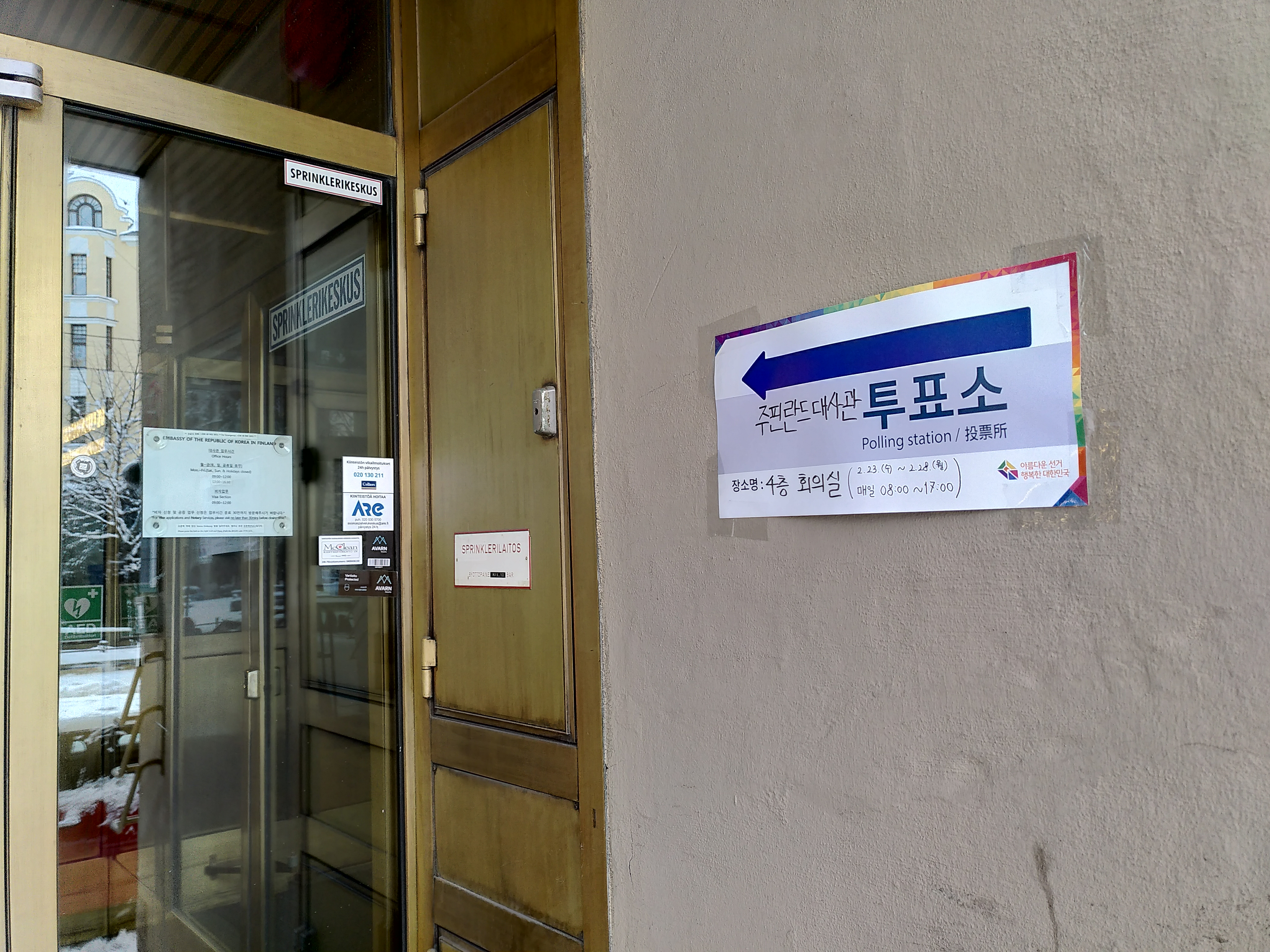
Koreanisches Wahllokal in Helsinki, Finnland

Das Wahlrecht im Herkunftsland gewähren manche Staaten uneingeschränkt an die eigenen, im Ausland lebenden Staatsbürger, andere Staaten setzen eine zeitliche Begrenzung, andere beschränken das Wahlrecht auf im Inland ansässige Staatsbürger.
Fünf EU-Staaten schränken das Wahlrecht ihrer im Ausland lebenden Bürger bei ihren nationalen Parlamentswahlen ein: Deutschland, Irland und Zypern schreiben dies in Gesetzen vor, Dänemark und Malta in der Verfassung.

## Deutschland
Auslandsdeutsche können an der Bundestagswahl nur teilnehmen, wenn sie nach Vollendung ihres vierzehnten Lebensjahres mindestens drei Monate ununterbrochen in der Bundesrepublik Deutschland eine Wohnung innegehabt oder sich sonst gewöhnlich aufgehalten haben und dieser Aufenthalt nicht länger als 25 Jahre zurückliegt oder aus anderen Gründen persönlich und unmittelbar Vertrautheit mit den politischen Verhältnissen in der Bundesrepublik Deutschland erworben haben und von ihnen betroffen sind (§ 12 BWahlG). Hierfür werden sie auf Antrag ins Wählerverzeichnis bei derjenigen Gemeinde, Kommune beziehungsweise Stadt eingetragen, in der sie zuletzt mit Hauptwohnsitz gemeldet waren (siehe auch: Auslandsdeutsche#Wahlrecht).

## Österreich
Auslandsösterreicher sind in Präsidentschafts- und Parlamentswahlen in Österreich ebenso wie in Volksabstimmungen wahlberechtigt. Um zu wählen, müssen sie in die Wählerevidenz einer österreichischen Gemeinde eingetragen sein und dort eine Wahlkarte/Stimmkarte für die Briefwahl beantragen. Die Eintragung in die Wählerevidenz ist alle zehn Jahre zu erneuern.

## Schweiz
Auslandschweizerinnen und Auslandschweizer können vom Ausland aus an den Nationalratswahlen teilnehmen und über eidgenössische Vorlagen abstimmen, sofern sie ihren Wohnsitz im Ausland haben, mindestens 18 Jahre alt sind und bei einer Schweizer Vertretung registriert sind.

## Vereinigtes Königreich
Briten im Ausland – sofern sie nicht in der britischen Armee oder als Crown Servant für die britische Regierung arbeiten – sind nach 15 Jahren im Ausland von den Parlamentswahlen ausgeschlossen. Dieser Personenkreis war auch vom Brexit-Referendum ausgeschlossen.

## Vereinigte Staaten
US-amerikanische Staatsbürger, die außerhalb der Vereinigten Staaten wohnen, sind in demjenigen Bundesstaat aktiv wahlberechtigt, in dem sie zuletzt registriert waren. In zahlreichen Bundesstaaten der USA können zudem auch Staatsbürger, die niemals in den USA gelebt haben, sich dort in eine Wahlliste eintragen lassen, in dem ein Erziehungsberechtigter zuletzt eingetragen war.